# Rzedowskia tolantonguensis
Rzedowskia tolantonguensis är en benvedsväxtart som beskrevs av F. González-medrano. Rzedowskia tolantonguensis ingår i släktet Rzedowskia och familjen Celastraceae. Inga underarter finns listade.